# Jean-Baptiste Couture
Pour les articles homonymes, voir Couture (homonymie).
Jean-Baptiste Couture, né à Saint Aubin, paroisse de Langrune (Calvados) le 11 novembre 1651 et mort à Paris le 16 août 1728, est un professeur de rhétorique et traducteur français.

## Biographie
Ses parents habitaient à Saint-Aubain-sur-Mer mais dû au travail de marin de son père et de sa mère qui voulut aller le voir pour lui annoncer sa grossesse Jean-Baptiste naquit, à cause d'une tempête empêchant à la mère de retourner en Normandie, à Gibraltar.
Sa mère mourrut alors qu'il avait 3 ans et, pour ne pas le laisser seul, son père se remaria avec une femme avec qui il fit d'autres enfants. Jalouse que l'attention de son mari se focalisait sur Jean-Baptiste, sa belle-mère réussit à faire croire à sa mort accidentelle par noyade en l'envoyant secrètement au Canada où il fut abandonné par le frère de celle-ci.
Il fut recueilli par des Iroquois, avec qui il vécut pendant 18 mois, avant de s'enfuir pour rentrer chez lui. Tombant sur un bateau de normands, il fut emmené à son père et reçu une éducation.
Après avoir fait ses études au collège des Jésuites et à l'université de Caen, il fut successivement régent au collège des Arts de Caen, professeur de rhétorique au collège de Vernon, puis au collège de la Marche de l'université de Paris. Il entra en 1697 au Collège royal où il occupa la chaire d'éloquence latine et devint inspecteur. Il fut par la suite recteur de l'université et censeur royal. En 1701, il fut reçu commé associé de l'Académie royale des inscriptions et belles-lettres, dont il devint membre pensionnaire en 1705.
À ses cours au Collège royal, rapporte Claude Gros de Boze, on trouvait « une foule d'auditeurs de tout genre, séculiers et réguliers ; des gens avancés en âge, qui depuis dix ans entiers le suivaient avec le même plaisir ; de jeunes rhétoriciens de presque tous les collèges de l'Université, qui se persuadaient qu'aller ainsi l'entendre extraordinairement, cinq ou six fois de suite, les avançait et les fortifiait plus que n'auraient fait trois ou quatre cours de rhétorique. On y voyait quelquefois des professeurs même ; les uns, curieux de transporter dans leurs leçons ces traits d'une éloquence et d'une érudition peu communes, qui brillaient toujours dans les siennes ; les autres, charmés de prendre de lui ce ton de maître, qui souvent n'est pas la moindre partie de l'art d'enseigner. »
Jean-Baptiste Couture a laissé une traduction du Traité des automates de Héron d'Alexandrie ainsi que quelques poèmes réunis en 1728 dans un recueil intitulé Selecta carmina quorumdam in universitate parisiensi professorum. Il dicta en outre à quatre de ses élèves un Abrégé de l'histoire de la monarchie des Assyriens, des Perses, des Macédoniens et des Romains, qui parut en 1699, et contribua neuf mémoires à l'Académie des inscriptions.